# モスタ

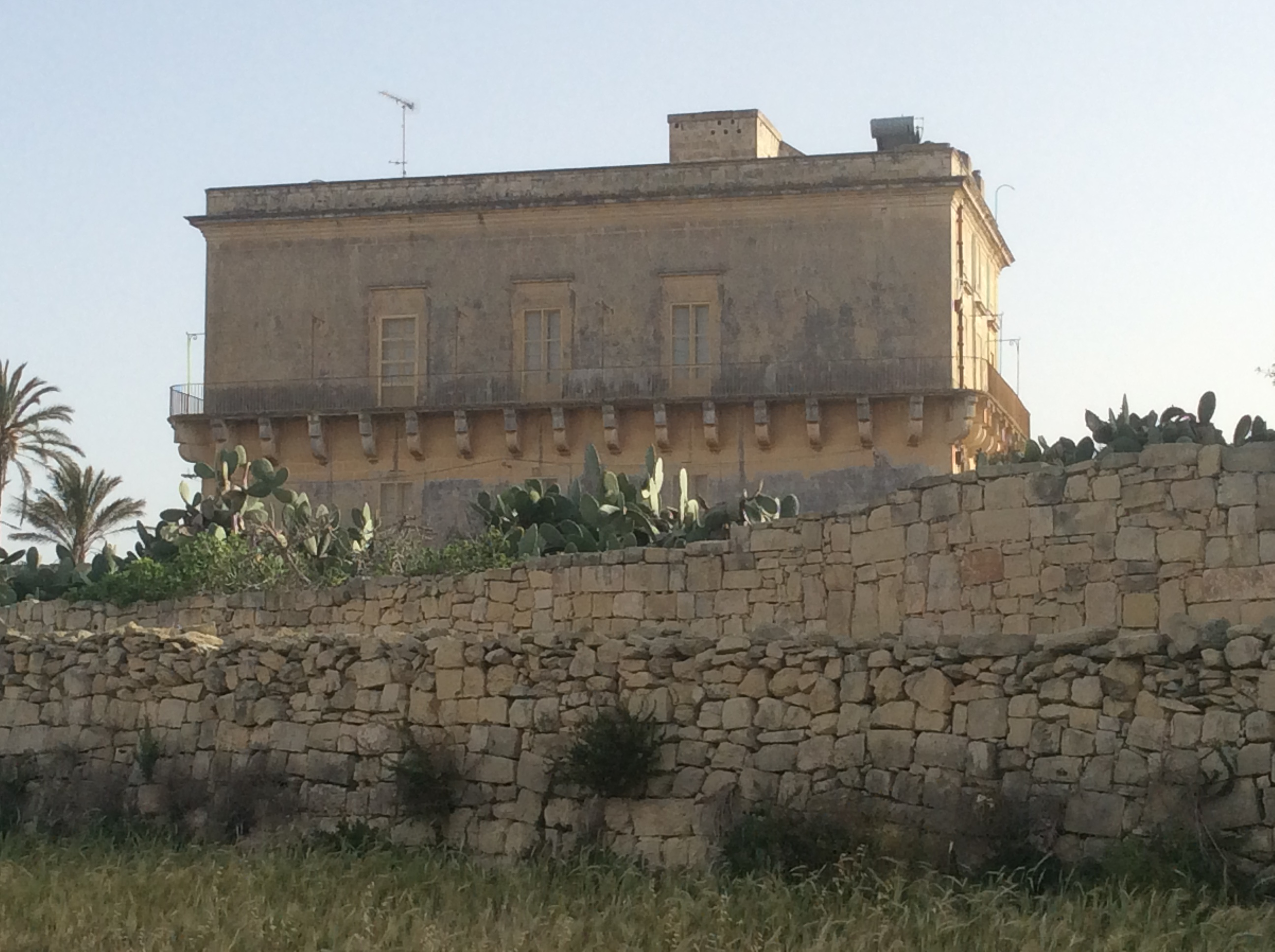
Cumbo Tower

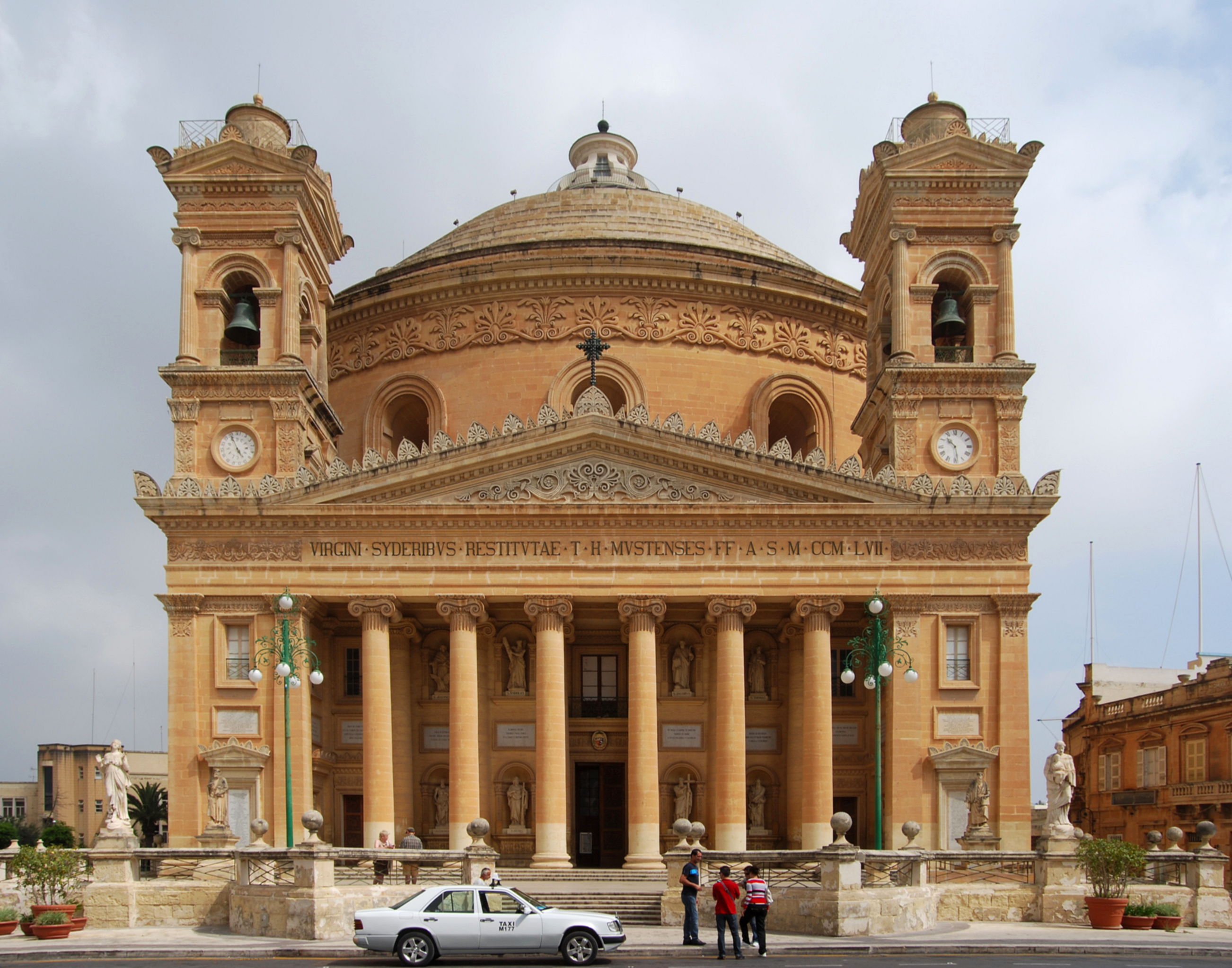
Mosta Dome

モスタ(Mosta、マルタ語:Il-Mosta)は、マルタの北部地域の都市で、首都バレッタの西方に位置する。2014年の推計人口は、20,241人であった。
モスタで最も有名な建物は、ローマのバチカン大聖堂、ロンドンのセント・ポール大聖堂に次いで世界で3番目に大きな外径56mの無支柱ドームを持つロタンダ（聖マリア教会）である。ドームは乳房型で建物部分はロ－マ時代のパンテオンを模した設計になっている。毎年8月15日には聖母の被昇天が祝われ、住民の他に多くの外国人が押し寄せる。1942年に独軍の空爆を受け、爆弾がドームを貫通するも不発でミサに来ていた信者は無事であった逸話で知られる。

## 概要
モスタには、先史時代から人が住んでいた。モスタ境界のサン・フェレプ渓谷にある支石墓は、その証拠である。各々の支石墓は、2本の垂直に立つ石とその2本の上に水平に横たわる1本の石で構成されている。
モスタはマルタ島のほぼ中心に位置するため、北部の多くの都市に向かうバスの通過地となっている。またこの町には、モスタ橋等の遺跡やビクトリアラインや中世の礼拝堂等の史跡がある。
モスタには、独自のボーイスカウトやガールスカウトが存在する。また、Nicolo' IsouardとSanta Marijaの2つのバンドクラブと2つの花火工場がある。マルタ島を南北につなぐConstitution Streetは交通量が多い。

## 姉妹都市
2つの姉妹都市がある。
- ミルブレー（アメリカ合衆国、1996年4月から）[3]
- ラグーザ（イタリア）[4]